# Arkéa-B&B Hotels (femenino)
El Arkéa-B&B Hotels (código UCI: ARK) es un equipo ciclista femenino de Francia de categoría UCI Women's Continental Team, segunda categoría femenina del ciclismo en ruta a nivel mundial.

## Material ciclista
El equipo utiliza bicicletas Canyon y componentes Shimano.

## Clasificaciones UCI
Las clasificaciones del equipo y de su ciclista más destacado son las siguientes:
| Temporada | Clasificación por equipos | Mejor corredor | Posición |
| 2021      |                           | Bandera de ?   |          |

## Palmarés
Para años anteriores véase: Palmarés del Arkéa-B&B Hotels.

### Palmarés 2025

#### UCI WorldTour Femenino
| Fechas     | Carreras          | Ganadora    |
| 1 de marzo | Omloop Nieuwsblad | Lotte Claes |

#### UCI ProSeries
| Fechas | Carreras | Ganadora |

#### Calendario UCI Femenino
| Fechas     | Carreras                  | Ganadora           |
| 8 de junio | Clásica Alpes Gresivaudan | Valentina Cavallar |

#### Campeonatos nacionales
| Fechas | Carreras | Ganadora |

## Plantillas
Para años anteriores, véase Plantillas del Arkéa-B&B Hotels

### Plantilla 2025
| Integrantes del equipo 2025                      | Integrantes del equipo 2025 | Integrantes del equipo 2025              | Integrantes del equipo 2025 |
| Corredor                                         | Fecha de nacimiento         | Equipo previo                            |                             |
| ------------------------------------------------ | --------------------------- | ---------------------------------------- | --------------------------- |
| Laura Asencio                                    | 14 de mayo de 1998          | Ceratizit-WNT Pro Cycling (2024)         |                             |
| Rafelle Carrier (1 de ago–31 de dic, aprendiz)   | 5 de junio de 2007          |                                          |                             |
| Valentina Cavallar                               | 7 de marzo de 2001          |                                          |                             |
| Lotte Claes                                      | 5 de mayo de 1993           | Stade Rochelais Charente-Maritime (2023) |                             |
| Maaike Coljé                                     | 7 de marzo de 1997          | Massi Tactic (2022)                      |                             |
| Danielle De Francesco                            | 23 de octubre de 1992       | Zaaf Cycling Team (2023)                 |                             |
| Michaela Drummond                                | 5 de abril de 1998          | Farto-BTC (2023)                         |                             |
| Emilia Fahlin                                    | 24 de octubre de 1988       | FDJ-Suez (2023)                          |                             |
| Amandine Fouquenet                               | 19 de febrero de 2001       | UC Vern-sur-Seiche (2019)                |                             |
| Clémence Latimier (1 de may–31 de dic, aprendiz) | 24 de agosto de 2003        | Team Féminin Chambéry (2024)             |                             |
| Océane Mahé                                      | 12 de febrero de 2002       | UVCA Troyes (2023)                       |                             |
| Titia Ryo                                        | 7 de enero de 2005          |                                          |                             |
| Maurène Trégouët                                 | 28 de febrero de 2004       | Breizh Ladies (2022)                     |                             |
| Marjolein van 't Geloof                          | 27 de marzo de 1996         | Hess Cycling Team (2024)                 |                             |
|                                                  |                             |                                          |                             |
| Fuente: ProCyclingStats                          |                             |                                          |                             |